# Тихаљина (Груде)
Тихаљина је насељено мјесто у Босни и Херцеговини у општини Груде које административно припада Федерацији Босне и Херцеговине. Према попису становништва из 1991. у насељу је живјело 1.850 становника.

## Становништво
| Националност       | 1991.          | 1981.          | 1971.          |
| Хрвати             | 1.821 (98,43%) | 2.207 (98,57%) | 2.384 (99,66%) |
| Срби               | 1 (0,05%)      | 3 (0,13%)      | 2 (0,08%)      |
| Муслимани          | 0              | 0              | 0              |
| Југословени        | 0              | 15 (0,66%)     | 3 (0,12%)      |
| остали и непознато | 28 (1,51%)     | 14 (0,62%)     | 3 (0,12%)      |
| Укупно             | 1.850          | 2.239          | 2.392          |